# Freiburger FC

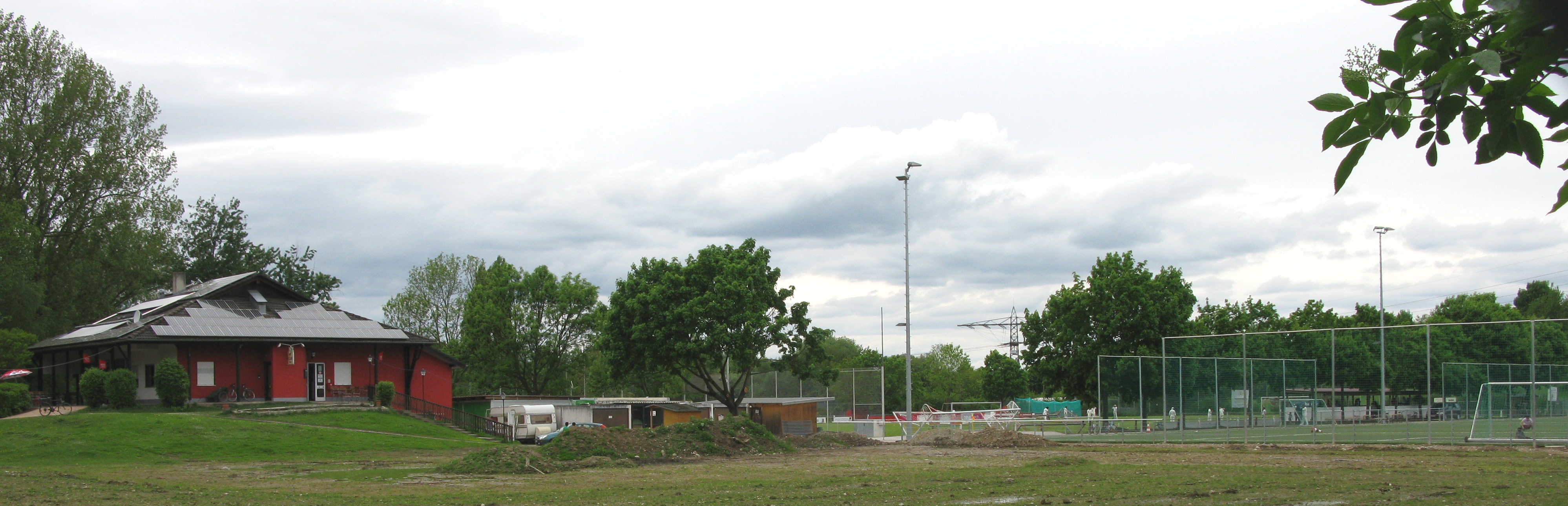
Sportanlagen mit Clubhaus und Restaurant im Dietenbachpark (2013)

Der Freiburger FC ist der älteste Fußballverein in Freiburg im Breisgau. Er wurde 1897 gegründet. Höhepunkt der Vereinsgeschichte war der Gewinn der deutschen Meisterschaft 1907. Von 1977 bis 1982 spielte der Freiburger FC in der 2. Bundesliga.

## Geschichte

### Entstehungsgeschichte
Um 1880 wurde in Freiburg eine englische Militärschule gegründet. Junge Männer zwischen 16 und 20 Jahren wurden auf ihren Dienst als Infanterieoffiziere vorbereitet. Teil der Ausbildung waren sportliche Aktivitäten in Form von Fußball, Hockey, Cricket und Rugby. Hierfür wurden 1889 zwei Wiesen an der Schwarzwaldstraße gepachtet. Freiburger Schüler beobachteten die bis dahin unbekannten Sportarten. Da für Fußball keine gesonderte Ausrüstung benötigt wird, konnte diese Sportart einfach nachgespielt werden.
Der erste Freiburger Fußballverein wurde im „Nägelesee“ gegründet. Hierbei handelte es sich eher um einen losen Zusammenschluss der Schüler etlicher Freiburger Schulen als um einen Verein im heutigen Sinne. In den frühen 1890ern entstanden mehrere Vereine, in denen Fußball gespielt wurden: der „Verein zur Förderung der Volks- und Jugendspiele“, der „Fußballverein Freiburger Gymnasium“ und der „Verein Freiburger Oberrealschule“. Zu den Fußballspielern in Freiburg zählten zu dieser Zeit unter anderem der spätere Reichskanzler Joseph Wirth und der spätere Stadtkämmerer Berlins, Ernst Karding. Im Oktober 1897 lud der FC Basel den noch nicht existenten FC Freiburg zu einem Kräftemessen ein.
Daraufhin wurde am 17. Dezember 1897 der Freiburger Fußball-Club gegründet. Der erste Vorsitzende war der in Freiburg studierende Brite Gustav Manning. Die Vereinsmitglieder waren größtenteils Studenten. Sein erstes Spiel trug der FFC bereits am 2. Januar 1898 beim Straßburger FK aus und verlor es 1:3 mit Kewitsch – Wagner, George – Ernst Schottelius, Manning, Liefmann – Schilling, Hoog, Hunn, B. Schottelius, Specht. Um ein Meisterschaftsspiel handelte es sich hierbei nicht.
Der Freiburger FC gehörte im Jahr 1900 zu den Gründungsvereinen des Deutschen Fußball-Bundes (DFB).

### Geschichte bis 1945

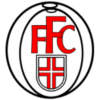
Ehemaliges Wappen

Mit dem Erringen der süddeutschen Meisterschaft (1899) war man nach gut einem Jahr des Bestehens schon erfolgreich. Der FFC schlug den 1. FC Pforzheim im Endspiel mit 6:1. Die auf die Meisterschaft folgende Popularität des Teams machte es nötig, nach einem größeren Sportgelände zu suchen. Da Freiburg Garnisonsstadt war, konnte der Exerzierplatz mit genutzt werden, jedoch hatten militärische Übungen Vorrang und an Exerziertagen konnte nicht gespielt werden. Im Jahre 1899 wurden die Schüler der englischen Militärschule als Folge des Burenkriegs nach England zurückberufen, worauf 1903 schließlich die zentraler gelegenen und besser geeigneten Sportplätze der Militärschule vom FFC genutzt werden konnten.

Die Meistermannschaft von 1907: (v. l. n. r.) August Falschlunger, Henri Sydler, Josef Glaser, Fritz Bodenweber, Max Haase, Max Mayer, Felix Hunn, Louis C. de Villiers, Paul von Goldberger, Otto Hofherr, Philipp Burkart

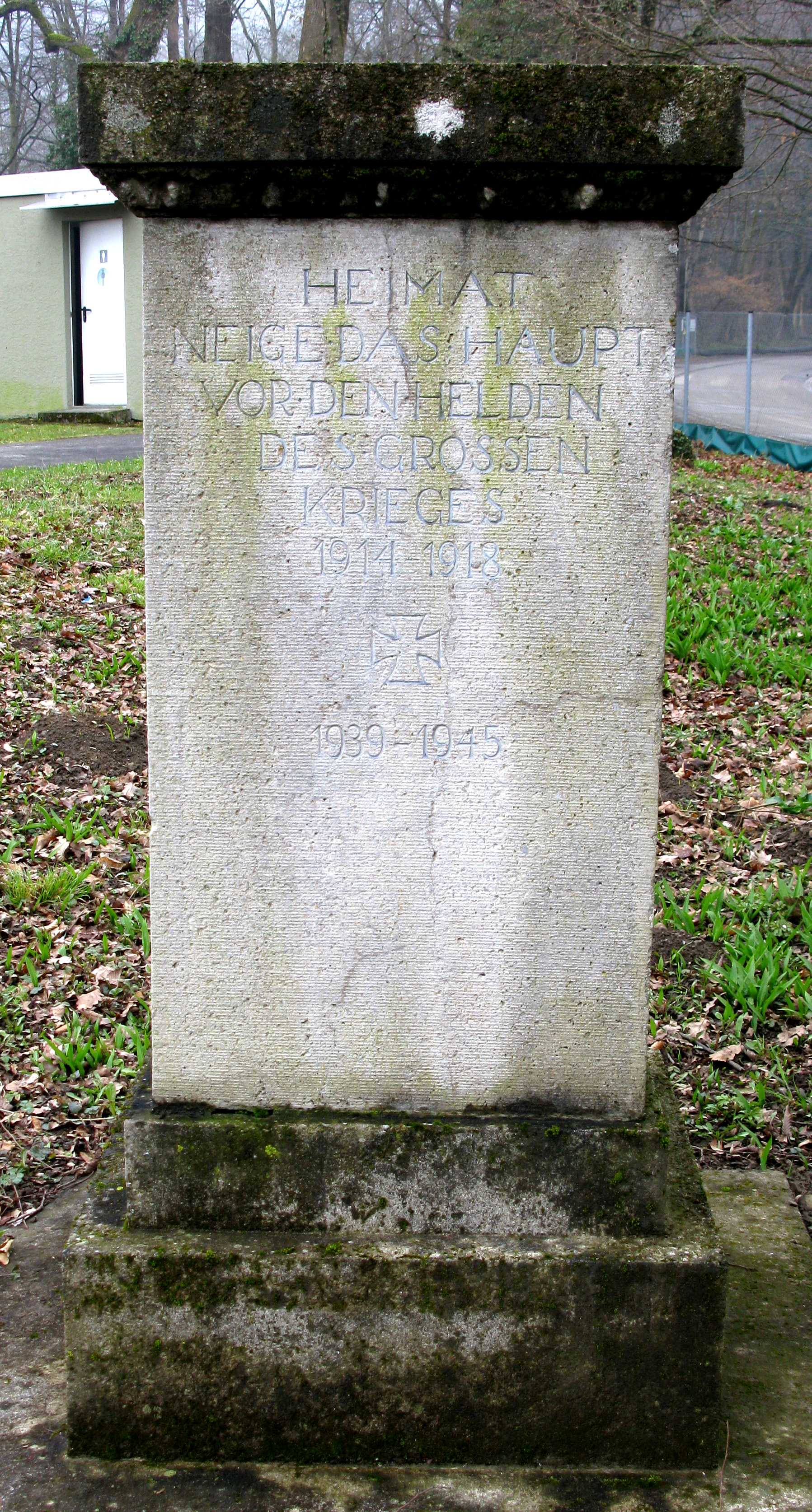
Gedenkstein des FFC für die in den Weltkriegen gefallenen Kameraden (2013)

Der größte sportliche Erfolg des Teams in der Saison 1905/06 war der Gewinn der Gaumeisterschaft, erneut gegen den Straßburger FV. Dieser Erfolg konnte in der Saison 1906/07 durch Siege gegen den Straßburger FV und den FC Mülhausen (8:0 Punkte, 24:4 Tore) wiederholt werden. Die Kreismeisterschaft konnte durch Siege gegen den Karlsruher FV und die Stuttgarter Kickers errungen werden. Im Kampf um die süddeutsche Meisterschaft wurden der FC Hanau 93 und der 1. FC Nürnberg ausgeschaltet. Somit war der FFC für die deutsche Meisterschaft im Jahre 1907 qualifiziert. In Nürnberg wurde der VfB Leipzig 3:2 besiegt, im Finale in Mannheim schließlich wurde der BFC Viktoria 1889 vor 2000 Zuschauern mit 3:1 (1:1 zur Halbzeit) bezwungen. Die Mannschaft zerfiel nach diesem Erfolg recht schnell, da die meisten Spieler Studenten waren und einige Freiburg nach Abschluss ihres Studiums verließen. Der Meistertitel konnte 1907/08 nicht verteidigt werden. Zwar besiegte der FFC die Stuttgarter Kickers in der ersten Runde mit 1:0, das Spiel musste jedoch auf Grund einer fragwürdigen Schiedsrichterentscheidung wiederholt werden. Das Wiederholungsspiel gewannen die Stuttgarter mit 5:2.
In den folgenden Jahren war der Freiburger FC weiterhin die erfolgreichste Mannschaft aus Südbaden. Der nächste Titel war die Meisterschaft in der Kreisliga Südwest (1920), aber in den Spielen um die süddeutsche Meisterschaft schied man im Halbfinale aus. 1922 wurde das Möslestadion eingeweiht.
Es dauerte wieder zehn Jahre, bis der Freiburger FC seinen nächsten Titel errang (1930 Meister der Bezirksliga Württemberg/Baden, Gruppe Baden). In den Spielen um die süddeutsche Meisterschaft blieb allerdings nur der letzte Platz unter 8 Mannschaften. 1933 schaffte der Freiburger FC die Qualifikation für die neu geschaffene Gauliga Baden. In dieser Spielklasse hielt sich der Verein bis 1945, ohne größere Erfolge zu erringen.

### Nachkriegsgeschichte
Nach dem Zweiten Weltkrieg mussten die bisherigen Vereine aufgelöst werden und der Freiburger FC wurde als Fortuna Freiburg neu gegründet.
Zunächst wurde die Qualifikation für die Zonenliga, die oberste Spielklasse in der Französischen Besatzungszone, verpasst. Jedoch schon ein Jahr später war Fortuna Freiburg 1947 wieder in der obersten Klasse dabei. 1949 wurde die Meisterschaft in der Gruppe Süd der Zonenliga errungen. In den Endspielen um die Zonenmeisterschaft scheiterte man jedoch am Meister der Nord-Gruppe, dem 1. FC Kaiserslautern.
1950 wurde die Südgruppe der Zonenliga aufgelöst und die Vereine aus Südbaden traten dem Regionalverband Süd bei. Fortuna Freiburg, das im November 1949 wieder in Freiburger FC umbenannt worden war, spielte fortan in der II. Division.
Am 4. August brannte die Holztribüne des Möslestadions ab. In den Flammen verbrannte auch der Meisterwimpel von 1907, ebenso zahlreiche Unterlagen. Da 1954 in Freiburg das Landesturnfest stattfinden sollte, wurde umgehend mit dem Bau einer größeren Sportanlage an gleicher Stelle begonnen.
Nach dem Meistertitel in der 2. Liga Süd (1956) spielte der Freiburger FC für eine Saison (1956/57) in der Oberliga Süd, damals die höchste Spielklasse in Deutschland. Da man über den letzten Platz nicht hinaus kam, spielte man 1957 bis 1963 wieder in der 2. Liga Süd.

#### 1963–1973: Stabil zweitklassig in der Regionalliga Süd
| Saisonbilanzen 1963–1973 | Saisonbilanzen 1963–1973 | Saisonbilanzen 1963–1973 | Saisonbilanzen 1963–1973 | Saisonbilanzen 1963–1973 |
| Spielzeit                | Liga                     | Stufe                    | Platz                    | Punkte                   |
| ------------------------ | ------------------------ | ------------------------ | ------------------------ | ------------------------ |
| 1963/64                  | Regionalliga Süd         | 2                        | 10.                      | 37:39                    |
| 1964/65                  | Regionalliga Süd         | 2                        | 11.                      | 35:37                    |
| 1965/66                  | Regionalliga Süd         | 2                        | 15.                      | 29:39                    |
| 1966/67                  | Regionalliga Süd         | 2                        | 07.                      | 37:31                    |
| 1967/68                  | Regionalliga Süd         | 2                        | 09.                      | 36:32                    |
| 1968/69                  | Regionalliga Süd         | 2                        | 02.                      | 43:25                    |
| 1969                     | Aufstiegsrunde zur 1. BL | –                        | 02.                      | 11:05                    |
| 1969/70                  | Regionalliga Süd         | 2                        | 06.                      | 40:36                    |
| 1970/71                  | Regionalliga Süd         | 2                        | 09.                      | 37:35                    |
| 1971/72                  | Regionalliga Süd         | 2                        | 06.                      | 37:35                    |
| 1972/73                  | Regionalliga Süd         | 2                        | 15.                      | 29:39                    |

Mit der Einführung der Bundesliga 1963 ging eine grundlegende Reform der Ligen des DFB einher und die Regionalliga löste die 2. Liga Süd ab. Als Fünftplatzierter der 2. Liga 1962/63 war der FFC für die neue Regionalliga Süd qualifiziert. In der Auftaktsaison der neuen Liga hielt sich der Verein unter Trainer Hans Wendlandt durchaus ordentlich.
Nachdem Wendlandt seine bereits zweite Amtszeit beim FFC zum Saisonende beendete, um zurück zu Schwarz-Weiß Essen zu gehen (1971–73 sollte er dann für eine dritte und letzte Amtszeit ins Möslestadion zurückkehren), übernahm Vladimir Beara das Traineramt im Breisgau. Seine erste Saison als verantwortlicher Trainer des Freiburger FC endete mit Platz 11 ebenfalls im Mittelfeld der Regionalliga – in jener Saison wurde der Verein direkter Zeuge des Beginns einer großen Karriere: Es erzielte Gerd Müller bei der 2:11-Heimniederlage des FFC gegen FC Bayern München sein erstes Punktspieltor für die Bayern. Die zweite Saison unter Beara verlief deutlich weniger erfolgreich – zwischenzeitlich nur vor dem chancenlosen VfR Pforzheim auf den vorletzten Tabellenplatz abgerutscht musste der FFC bis zum Schluss zittern und erreichte am Ende nur dank des besseren Torverhältnisses gegenüber dem ESV Ingolstadt den Klassenerhalt.
In der Folge wurde Beara gegen Fred Hoffmann ausgetauscht, der den Verein in den zwei Jahren seiner Amtszeit in Freiburg – trotz zwischenzeitlichen Abrutschens auf den letzten Tabellenplatz nach sechs Niederlagen in Serie – in die obere Tabellenhälfte führte.
Hoffmann kehrte nach zwei Jahren in seine Heimat nach Franken zurück und es übernahm zur Saison 1968/69 Bernd Oles. Mit ihm spielte der Freiburger FC eine der erfolgreichsten Spielzeiten seiner Geschichte – sowohl vom Zuschauerzuspruch her als auch sportlich: Hatte der Zuschauerschnitt in der Vorsaison noch bei 3.200 gelegen, so startete man mit 5.000 Zuschauern und einem 5:3-Erfolg gegen Hessen Kassel in die neue Saison. Zum badischen Derby gegen den Karlsruher SC konnte man schon 13.000 Zuschauer begrüßen, 15.000 beim letzten Heimspiel gegen den SSV Reutlingen, bei dem sich der FFC punktgleich hinter den Karlsruhern den zweiten Platz in der Abschlusstabelle sicherte – im Schnitt hatten über 7500 Zuschauer die 17 Heimspiele des FFC besucht. Als Vizemeister der Regionalliga hatte man gleichzeitig die Eintrittskarte zur Aufstiegsrunde zur 1. BL gelöst.
Dort begann der Freiburger FC mit drei Auftaktsiegen bei Hertha Zehlendorf, beim VfB Lübeck und mit einem 3:1-Sieg gegen Rot-Weiß Oberhausen vor 22.000 Zuschauern im ausverkauften Möslestadion perfekt. Zwei Niederlagen gegen den SV Alsenborn sorgten dann für ein echtes Endspiel am letzten Spieltag bei RW Oberhausen. Auf Grund des besseren Torverhältnisses reichte Oberhausen in diesem Spiel ein Remis, Freiburg musste siegen, um den Aufstieg perfekt zu machen. Trotz bester Chancen endete das Spiel 0:0 und so beendete der FFC die Aufstiegsrunde punktgleich mit Oberhausen, das den Aufstieg feiern konnte, auf Platz 2.
In den drei folgenden Jahren erreichte der Verein dann unter den Trainern Bernd Oles, Fritz Langner (1969/70), Hans Pilz (1970/71) und dem zurückgekehrten Hans Wendlandt (1971/72) dann nur noch Plätze im gehobenen Mittelfeld der Regionalliga. 1972 bot dann der Leiter der Freiburger Oberfinanzdirektion, Achim Stocker, dem FFC an, seine guten Beziehungen zu möglichen Geldgebern zu nutzen. Ein Angebot, das der damalige Vorstand um Hugo Steim jedoch ausschlug. Stocker engagierte sich daraufhin stärker beim SC Freiburg, den er bis zu seinem Tod 2009 auch als Präsident leiten sollte und leitete dort nach und nach die Wachablösung im Freiburger Fußball ein.
1972/73 entrann der FFC schließlich nur knapp dem Abstieg aus der Regionalliga und verschliss dabei gleich drei Trainer in einer Saison.

#### 1973–1982: Zwischen zweiter und dritter Liga
| Saisonbilanzen 1973–1982                           | Saisonbilanzen 1973–1982 | Saisonbilanzen 1973–1982 | Saisonbilanzen 1973–1982 | Saisonbilanzen 1973–1982 |
| Spielzeit                                          | Liga                     | Stufe                    | Platz                    | Punkte                   |
| -------------------------------------------------- | ------------------------ | ------------------------ | ------------------------ | ------------------------ |
| 1973/74                                            | Regionalliga Süd         | 2                        | 17.                      | 20:48                    |
| 1974/75                                            | 1. Amateurliga Südbaden  | 3                        | 06.                      | 43:33                    |
| 1975/76                                            | 1. Amateurliga Südbaden  | 3                        | 03.                      | 50:18                    |
| 1976/77                                            | 1. Amateurliga Südbaden  | 3                        | 01.                      | 60:08                    |
| 1977                                               | Aufstiegsrunde zur 2. BL | –                        | 01.                      | 12:0                     |
| 1977/78                                            | 2. Bundesliga Süd        | 2                        | 13.                      | 35:41                    |
| 1978/79                                            | 2. Bundesliga Süd        | 2                        | 13.                      | 33:43                    |
| 1979/80                                            | 2. Bundesliga Süd        | 2                        | 09.                      | 43:37                    |
| 1980/81                                            | 2. Bundesliga Süd        | 2                        | 10.                      | 39:37                    |
| 1981/82                                            | 2. Bundesliga            | 2                        | 19.                      | 23:53                    |
| grün unterlegt: Aufstieg orange unterlegt: Abstieg |                          |                          |                          |                          |

Vor der Regionalligasaison 1973/74 war die Ausgangslage für den Freiburger FC klar. Die nötigen Punkte aus den vergangenen fünf Jahren, um sich für die 2. Bundesliga, die in der darauf folgenden Saison neu eingeführt wurde, zu qualifizieren, hatte man bereits gesammelt. Einzige Bedingung, die der Verein nun noch für die Qualifikation für die neue zweite Liga erfüllen musste, war ein Nichtabstiegsplatz in der Saison 1973/74. Das wurde unter Trainer Hans Hipp aber verfehlt, nachdem der FFC in der Rückrunde erstmals seit 1950 kein einziges Auswärtsspiel gewinnen konnte, landete man auf dem vorletzten Tabellenplatz der Regionalliga Süd und musste den Gang in die 1. Amateurliga Südbaden antreten. Gleichzeitig drückten den Verein 800 000 DM Schulden.
Damit spielte der Freiburger FC 1974/75 erstmals seit langer Zeit wieder in derselben Liga wie der SC Freiburg. Als Trainer wurde Gyula Lóránt verpflichtet, der den direkten Wiederaufstieg organisieren sollte. Schon nach kurzer Zeit gab dieser sein Amt wieder auf, da er mit seinen Methoden bei der Mannschaft nicht durchdringen konnte und wurde durch Wolf-Dieter Siebert ersetzt. Am Ende der Saison stand ein – gemessen am Anspruch Wiederaufstieg – enttäuschender sechster Platz, damit stand man vier Ränge schlechter als der Lokalrivale.
Im Frühjahr 1975 übernahm Rolf Jankovsky das Amt des Vorsitzenden beim FFC. Unter seiner Ägide wurde Trainer Wolf-Dieter Siebert zunächst im Amt belassen und der Verein erreichte 1975/76 trotz durchwachsener Vorrunde noch den dritten Tabellenplatz. Der neue Präsident war gleichzeitig auch Mäzen des Vereins und stopfte so manche Lücke im Etat aus eigenen Mitteln – die Gesamtsumme seiner Zuschüsse wird dabei wohl dauerhaft unbekannt bleiben, da Jankovsky darüber niemanden genau informierte – etwas, das später noch für schwere Probleme beim FFC sorgen sollte.
Nach zwei Spielzeiten, in denen man den Aufstieg verpasst hatte, setzte man 1976/77 wieder auf einen prominenten Trainer: Der ehemalige Assistent von Sepp Herberger, Georg Gawliczek, übernahm das Kommando im Möslestadion. Ihm und seinem Team, das gegenüber der Vorsaison nicht wesentlich verändert worden war, gelang der ersehnte Aufstieg in die 2. Bundesliga. Mit 13 Punkten Vorsprung vor dem Zweiten – dem SC Freiburg – wurde der FFC Meister der 1. Amateurliga Südbaden und überstand die anschließende Aufstiegsrunde verlustpunktfrei.
Die erste Zweitligasaison 1977/78 wurde – nach wie vor unter Trainer Gawliczek – auf Platz 13 beendet. Danach brachen auf der Trainerbank unstete Zeiten an, unter den Trainern Norbert Wagner und Milovan Beljin (1978/79), Anton Rudinsky und Bernd Hoss (1979/80) sowie unter Bernd Hoss (1980/81) blieb der Verein im Mittelfeld der Zweiten Fußball-Bundesliga – mal vor, mal hinter dem 1978 ebenfalls in die zweite Liga aufgestiegenen Lokalrivalen.
1980 verstarb Rolf Jankovsky, womit auch die Zeit, in der Etatlöcher aus dem Privatvermögen des Vorsitzenden gestopft wurden, vorbei war. Zwar versuchten auch seine Nachfolger, Gerhard Schneider und Dieter Renner, den Verein mittels privater Bürgschaften finanziell abzusichern, nachdem Schneider aber mit seiner Firma in den Konkurs gehen musste, war seine Bürgschaft ungedeckt.
So bekam der FFC ab der Saison 1980/81 die Lizenz nur noch unter strengen Auflagen. Trotzdem qualifizierte man sich 1980/81 für die neue eingleisige zweite Bundesliga. Für 1981/82 wurde mit Horst Heese wieder ein prominenter Trainer verpflichtet, dieser jedoch bereits im März 1982 wieder entlassen, da sich der Verein in der Abstiegszone der zweiten Liga wiederfand. Doch auch seine Nachfolger Hans Linsenmaier (interim) und Siegfried Melzig konnten keine nachhaltige Verbesserung erzielen – als Tabellenvorletzter stieg der Freiburger FC in die Oberliga Baden-Württemberg ab.
Damit trennten sich auch die Wege der Freiburger Vereine. Der SC Freiburg verblieb in der 2. Bundesliga und hat sich nach mehreren Spielzeiten in der 1. Bundesliga (ab 1993) mittlerweile höherklassig etabliert.

#### 1982–1990: Vom Aufstiegskandidaten zum Absteiger
| Saisonbilanzen 1982–1990  | Saisonbilanzen 1982–1990 | Saisonbilanzen 1982–1990 | Saisonbilanzen 1982–1990 | Saisonbilanzen 1982–1990 |
| Spielzeit                 | Liga                     | Stufe                    | Platz                    | Punkte                   |
| ------------------------- | ------------------------ | ------------------------ | ------------------------ | ------------------------ |
| 1982/83                   | Oberliga BW              | 3                        | 06.                      | 0043:29                  |
| 1983/84                   | Oberliga BW              | 3                        | 01.                      | 49:19                    |
| 1984                      | Aufstiegsrunde zur 2. BL | –                        | 03.                      | 3:9                      |
| 1984/85                   | Oberliga BW              | 3                        | 08.                      | 36:32                    |
| 1985/86                   | Oberliga BW              | 3                        | 02.                      | 44:28                    |
| 1986/87                   | Oberliga BW              | 3                        | 04.                      | 40:28                    |
| 1987/88                   | Oberliga BW              | 3                        | 02.                      | 43:25                    |
| 1988/89                   | Oberliga BW              | 3                        | 09.                      | 36:32                    |
| 1989/90                   | Oberliga BW              | 3                        | 18.                      | 18:50                    |
| orange unterlegt: Abstieg |                          |                          |                          |                          |

Nach dem Abstieg in die Amateuroberliga Baden-Württemberg pendelte der Freiburger FC zunächst im Zweijahresrhythmus zwischen Mittelfeld der Liga und den Spitzenplätzen. 1982/83 qualifizierte sich der FFC für den DFB-Pokal, schied aber bereits in der ersten Runde gegen RW Lüdenscheid aus. Es sollte für neun Jahre die letzte Teilnahme am DFB-Pokal bleiben.
1982/83 stand der Verein dann erstmals vor dem Konkurs. Das Finanzchaos, das der verstorbene ehemalige Vorsitzende Rolf Jankovsky hinterlassen hatte, führte verknüpft mit sinkendem Zuschauerinteresse zu einem Schuldenstand von mindestens 1,8 Millionen DM. Daher wollte der neue Vorstand um Franz Burkhart Konkurs anmelden, doch in letzter Minute spendete zum einen der „Donatorenverein“ nochmals Geld und dem Verein wohlgesinnte Gläubiger trugen das Ihre bei, zum anderen verzichteten die Spieler auf 40 % ihrer Bezüge und zum Dritten gab es eine Aktion „Rettet den FFC“. Durch diese Kraftanstrengung konnte der Konkurs noch verhindert werden. Schon eineinhalb Jahre später wurde vermeldet, dass der Schuldenstand auf 600.000 DM abgebaut worden sei.
1984 erreichte man die Meisterschaft der Amateuroberliga Baden-Württemberg, scheiterte jedoch in den Aufstiegsspielen zur 2. Bundesliga ebenso wie der TSV 1860 München am FC 08 Homburg und dem VfR Bürstadt. Unter den Spielern, die damals für den FFC aufliefen, war auch der spätere Trainer des SC Freiburg, Christian Streich.
In den Jahren 1986 und 1988 verpasste der Freiburger FC mit dem zweiten Rang die Teilnahme an den jeweiligen Aufstiegsrunden nur knapp und qualifizierte sich damit für die Teilnahme an der deutschen Amateurmeisterschaft. Gleichzeitig nahm das Zuschauerinteresse an den Spielen des Vereins langsam ab. Besonders deutliche Zuschauereinbußen musste man dabei bei den Spielen zur deutschen Amateurmeisterschaft hinnehmen: Waren 1986 trotz einer Hinspielniederlage gegen Wormatia Worms noch 4000 Zuschauer zum Erstrundenrückspiel ins Möslestadion gekommen, so konnte man zwei Jahre später trotz eines Hinspielsieges gegen Eintracht Trier nur noch 400 Zuschauer zum Rückspiel der ersten Runde begrüßen.
Nach einem Mittelfeldplatz 1989 ging es 1990 dann doch eine Klasse tiefer – in die Verbandsliga Südbaden. Sowohl 1988/89 als auch 1989/90 verschliss der Verein drei Trainer pro Saison, den Niedergang stoppen konnte das aber nicht.

#### Die 1990er-Jahre: Weiterer Niedergang
| Saisonbilanzen 1990–2000                                                                       | Saisonbilanzen 1990–2000       | Saisonbilanzen 1990–2000 | Saisonbilanzen 1990–2000 | Saisonbilanzen 1990–2000 |
| Spielzeit                                                                                      | Liga                           | Stufe                    | Platz                    | Punkte                   |
| ---------------------------------------------------------------------------------------------- | ------------------------------ | ------------------------ | ------------------------ | ------------------------ |
| 1990/91                                                                                        | Verbandsliga Südbaden          | 4                        | 01.                      | 0052                     |
| 1991/92                                                                                        | Oberliga BW                    | 3                        | 04.                      | 42                       |
| 1992/93                                                                                        | Oberliga BW                    | 3                        | 10.                      | 34                       |
| 1993/94                                                                                        | Oberliga BW                    | 3                        | 18.                      | 25                       |
| 1994/95                                                                                        | Verbandsliga Südbaden          | 5                        | 03.                      | 39                       |
| 1995/96                                                                                        | Verbandsliga Südbaden          | 5                        | 05.                      | 64                       |
| 1996/97                                                                                        | Verbandsliga Südbaden          | 5                        | 09.                      | 39                       |
| 1997/98                                                                                        | Verbandsliga Südbaden          | 5                        | 06.                      | 0050                     |
| 1998/99                                                                                        | Verbandsliga Südbaden          | 5                        | 13.                      | 29                       |
| 1999/2000                                                                                      | Landesliga Südbaden Staffel II | 6                        | 02.                      | 53                       |
| grün unterlegt: Aufstieg orange unterlegt: Abstieg bis 1994/95: Pluspunkte nach 2-Punkte-Regel |                                |                          |                          |                          |

Die 1990er-Jahre begannen für den Verein zwar mit einem Aufstieg, der Rückkehr in die Oberliga Baden-Württemberg, insgesamt setzte sich der Niedergang des Vereins jedoch fort – und so war die Saison 1991/92 auch die erfolgreichste Saison des Vereins in diesem Jahrzehnt. Als Sieger des Südbadischen Vereinspokals 1990/91 war man zum vorerst vorletzten Mal für den DFB-Pokal 1991/92 qualifiziert und scheiterte dort erst im Achtelfinale am späteren Deutschen Meister VfB Stuttgart. Die bisher letzte Teilnahme am DFB-Pokal erfolgte dann in der Saison 1992/93, scheiterte aber bereits nach einem Freilos in der ersten Runde in der zweiten Runde am 1. FSV Mainz 05.
Schon in der Saison 1992/93 erreichte man nur noch einen Mittelfeldplatz in der Oberliga-Baden-Württemberg und in der Saison 1993/94 war das Kapitel Viertklassigkeit für den Freiburger FC beendet. Ausgerechnet im ersten Bundesligajahr des Lokalrivalen verabschiedete sich der FFC als Tabellenletzter der Oberliga in die Verbandsliga Südbaden. Durch diesen Abstieg verlor der FFC gleich zwei Ligenstufen, da zur Saison 1994/95 die Regionalligen neue dritte Ligastufe im deutschen Profifußball waren. In der Verbandsliga konnte man sich die ersten beiden Jahre in der Spitzengruppe halten, danach folgten zwei Jahre im Mittelfeld der Liga, ehe es am Ende der Saison 1998/99 erstmals in die – damals sechstklassige – Landesliga Südbaden ging.
1999 war der Lokalrivale SC Freiburg auf der Suche nach einem geeigneten Gelände für seine Freiburger Fußballschule. Dem Freiburger FC wurde ein Angebot zur Übernahme des Möslestadions unterbreitet, das dieser infolge seiner schlechten finanziellen Lage letztlich nicht ablehnen konnte, die sich durch den erstmaligen Abstieg in die Landesliga noch verschärft hatte. In seiner letzten Saison im Möslestadion konnte der Freiburger FC den direkten Wiederaufstieg in die Verbandsliga erreichen und war somit wieder fünftklassig.

#### 2000–2010: Sturz in die Siebtklassigkeit
| Saisonbilanzen 2000–2010  | Saisonbilanzen 2000–2010       | Saisonbilanzen 2000–2010 | Saisonbilanzen 2000–2010 | Saisonbilanzen 2000–2010 |
| Spielzeit                 | Liga                           | Stufe                    | Platz                    | Punkte                   |
| ------------------------- | ------------------------------ | ------------------------ | ------------------------ | ------------------------ |
| 2000/01                   | Verbandsliga Südbaden          | 5                        | 10.                      | 0027                     |
| 2001/02                   | Verbandsliga Südbaden          | 5                        | 10.                      | 0036                     |
| 2002/03                   | Verbandsliga Südbaden          | 5                        | 06.                      | 42                       |
| 2003/04                   | Verbandsliga Südbaden          | 5                        | 07.                      | 45                       |
| 2004/05                   | Verbandsliga Südbaden          | 5                        | 05.                      | 46                       |
| 2005/06                   | Verbandsliga Südbaden          | 5                        | 11.                      | 35                       |
| 2006/07                   | Verbandsliga Südbaden          | 5                        | 06.                      | 46                       |
| 2007/08                   | Verbandsliga Südbaden          | 5                        | 04.                      | 53                       |
| 2008/09                   | Verbandsliga Südbaden          | 6                        | 13.                      | 33                       |
| 2009/10                   | Landesliga Südbaden Staffel II | 7                        | 03.                      | 57                       |
| orange unterlegt: Abstieg |                                |                          |                          |                          |

Gleichzeitig mit dem direkten Wiederaufstieg in die Verbandsliga erfolgte im Jahr 2000 dann der Umzug in das Schönbergstadion von Blau-Weiß Wiehre.
Im Januar 2001 übernahm dann der ehemalige Spieler des Lokalrivalen SC Freiburg, Maximilian Heidenreich, das Traineramt beim Freiburger FC. Er konnte den Verein in der Verbandsliga etablieren und in den Jahren 2004/05, 2006/07 und 2007/08 in die (erweiterte) Spitzengruppe der Liga führen. Da am Ende der Saison 2007/08 der Aufstieg in die Oberliga verpasst wurde, verlor der FFC erneut eine Ligenstufe, da durch die Einführung der 3. Fußball-Liga alle unteren Klassen eine Ligenstufe tiefer angesiedelt wurden.
Im März 2008 wurde bekannt, dass der FFC erneut kurz vor der Insolvenz stand. Um den Spielbetrieb in der Rückrunde aufrechterhalten zu können, waren kurzfristig Gelder in Höhe von 50.000 Euro notwendig. Als Hauptgrund für die schlechte finanzielle Situation wurden die Mietkosten für das Schönbergstadion genannt.
Im April 2008 wurde bekannt gegeben, dass der Kraftakt des Geldsammelns erfolgreich war und das Weiterbestehen des Vereins gesichert ist. Gleichzeitig wurde am 8. April 2008 Maximilian Heidenreich fristlos entlassen, nachdem er sich in der Woche zuvor selbst als neuen Vorstand ins Gespräch gebracht hatte. Heidenreich war mit über sieben Jahren Amtszeit der bis dahin am längsten amtierende Cheftrainer in der über 110-jährigen Geschichte des Vereins.
Seit Juli 2008 hat der Traditionsverein wieder eine Heimat. Der Vorstand unter der Leitung von Giuseppe Lombardo konnte nach langen Verhandlungen mit der Stadt sich das Dietenbachpark-Stadion sichern. Das „Freiburger“ Stadion, wie es dann umbenannt wurde (nach dem Freiburger Pilsner) soll dem Verein neue Einnahmequellen verschaffen. Mit der Brauerei Ganter konnte man einen Zehnjahresvertrag abschließen.
Sportlich ging es allerdings in der Saison 2008/09 bergab. Die Mannschaft belegte in der Verbandsliga Südbaden den 13. Tabellenplatz und musste als Viertletzter in die Landesliga absteigen. Damit spielte der Traditionsverein FFC in der Saison 2009/10 nur noch siebtklassig. Den angestrebten Wiederaufstieg in die Verbandsliga verfehlte der Verein in der Spielzeit 2009/10 knapp. In der Landesliga belegte der FFC punktgleich mit dem Zweiten FC Teningen den 3. Rang und verpasste somit die Teilnahme an der Aufstiegsrunde zur Verbandsliga.

#### Nach 2010: Von der Landes- in die Oberliga und zurück
| Saisonbilanzen 2010–                               | Saisonbilanzen 2010–           | Saisonbilanzen 2010– | Saisonbilanzen 2010–            | Saisonbilanzen 2010–            |
| Spielzeit                                          | Liga                           | Stufe                | Platz                           | Punkte                          |
| -------------------------------------------------- | ------------------------------ | -------------------- | ------------------------------- | ------------------------------- |
| 2010/11                                            | Landesliga Südbaden Staffel II | 7                    | 03.                             | 68                              |
| 2011/12                                            | Landesliga Südbaden Staffel II | 7                    | 02.                             | 59                              |
| 2012/13                                            | Verbandsliga Südbaden          | 6                    | 08.                             | 41                              |
| 2013/14                                            | Verbandsliga Südbaden          | 6                    | 01.                             | 78                              |
| 2014/15                                            | Oberliga Baden-Württemberg     | 5                    | 15.                             | 31                              |
| 2015/16                                            | Oberliga Baden-Württemberg     | 5                    | 13.                             | 42                              |
| 2016/17                                            | Verbandsliga Südbaden          | 6                    | 02.                             | 76                              |
| 2017/18                                            | Verbandsliga Südbaden          | 6                    | 02.                             | 80                              |
| 2018/19                                            | Verbandsliga Südbaden          | 6                    | 02.                             | 74                              |
| 2019/20                                            | Oberliga Baden-Württemberg     | 5                    | Abbruch wegen COVID-19-Pandemie | Abbruch wegen COVID-19-Pandemie |
| 2020/21                                            | Oberliga Baden-Württemberg     | 5                    | Abbruch wegen COVID-19-Pandemie | Abbruch wegen COVID-19-Pandemie |
| 2021/22                                            | Oberliga Baden-Württemberg     | 5                    | 14.                             | 47                              |
| 2022/23                                            | Oberliga Baden-Württemberg     | 5                    | 18.                             | 18                              |
| 2023/24                                            | Verbandsliga Südbaden          | 6                    | 8.                              | 45                              |
| 2024/25                                            | Verbandsliga Südbaden          | 6                    | 14.                             | 32                              |
| grün unterlegt: Aufstieg orange unterlegt: Abstieg |                                |                      |                                 |                                 |

Auch in der Saison 2010/11 wurde der FFC Dritter seiner Landesligastaffel. In seiner dritten Landesligasaison in Folge, 2011/12, sprang der FFC am letzten Spieltag noch auf den zweiten Tabellenplatz seiner Landesligastaffel und konnte sich in der Aufstiegsrunde zur Verbandsliga gegen den FC Radolfzell und den SC Offenburg durchsetzen. Nach dreijähriger Abstinenz spielte der FFC in der Saison 2012/13 damit wieder in der Verbandsliga Südbaden. In der Verbandsligasaison 2013/14 konnte der FFC bereits drei Spieltage vor Saisonende den Meistertitel erringen und stieg damit in die Oberliga Baden-Württemberg auf. Der 15. Platz in der Oberligasaison 2015/16 genügte zum Klassenerhalt. Da am Ende der Oberligasaison 2015/16 sechs Vereine absteigen mussten, bedeutete Platz 13 den Abstieg in die Verbandsliga Südbaden. In der Saison 2016/17 erreichte der FFC die Vizemeisterschaft in der Verbandsliga Südbaden (hinter dem FC Villingen), die zur Aufstiegsrunde zur Oberliga Baden-Württemberg berechtigte – nach einem Gesamtsieg gegen Fortuna Heddesheim (Nordbaden) scheiterte der FFC an der TSG Backnang (Verbandsliga Württemberg). Auch in der Saison 2017/18 wurde der FFC Vizemeister in der Verbandsliga Südbaden (hinter dem SV Linx), besiegte in der Aufstiegsrunde zur Oberliga Baden-Württemberg wieder Fortuna Heddesheim, und scheiterte am TSV Ilshofen. In der Saison 2018/19 erreichte der FFC zum dritten Mal in Folge die Vizemeisterschaft in der Verbandsliga Südbaden (hinter dem FC Rielasingen-Arlen), womit in der Aufstiegsrunde zur Oberliga wieder Fortuna Heddesheim (als Dritter der Verbandsliga Nordbaden, da der VfB Gartenstadt als Meister auf den Aufstieg verzichtete) der erste Gegner war. Nach einem Gesamtergebnis von 7:2 zugunsten Freiburgs folgten in den letzten beiden Spielen gegen den württembergischen Vertreter FSV Hollenbach ein 2:2 und ein 5:1, was die Rückkehr in die Oberliga nach drei Spielzeiten bedeutete. Am 28. Oktober 2019 legte Trainer Ralf Eckert nach 10-jähriger Tätigkeit als bisher am längsten amtierender Trainer sein Amt nieder. In der Saison 2019/20 der Fußball-Oberliga Baden-Württemberg platzierte sich der Freiburg FC auf Rang 8, sodass der Klassenerhalt gelang. In der Saison 2020/21 lag er am 8. Spieltag auf Platz 20. Danach wurde die Saison abgebrochen und annulliert, sodass es keine Absteiger und Aufsteiger gab.
In der Saison 2021/22 lag der Freiburger FC auf dem 14. Platz, also einen Platz vor dem Relegationsteilnehmer für den Klassenerhalt. In der Saison 2022/23 stieg der FFC als Tabellenletzter aus der Oberliga ab. Zwei Jahre später folgte der Abstieg aus der Verbandsliga Südbaden, so dass der Verein ab der Saison 2025/26 zum ersten Mal seit 2012 wieder in der siebtklassigen Landesliga antreten muss.

## Spielstätten
Der FFC spielte seit 1898 auf dem Sportplatz an der Schwarzwaldstraße am östlichen Stadtrand. Dort hatten bereits seit 1889 Schüler der Englischen Militärschule Fußball gespielt. Auf diesem Sportplatz, der bis zu 6.000 Zuschauer fasste, fand 1913 das erste Fußballländerspiel in einer Freiburger Spielstätte statt: Die deutsche Nationalmannschaft unterlag der Schweiz mit 1:2. Heute befinden sich dort Alter Messeplatz und Stadthalle. 1922 zog der FFC ins neue Möslestadion um. Im Jahr 2000 wechselte er ins Schönbergstadion; seit 2008 spielt man im Freiburger Stadion im Dietenbach (Rosskopf-Arena).

## Größte Erfolge
- Süddeutscher Meister 1899, 1907
- Deutscher Meister 1907
- Oberliga Süd 1956/57
- 2. Platz in der Aufstiegsrunde zur 1. Bundesliga 1968/69
- Südbadischer Meister 1977
- 2. Bundesliga 1977 bis 1982

### Spieler des Freiburger FC in der deutschen Nationalmannschaft
- Josef Glaser trug fünfmal das Trikot der Nationalmannschaft: 1909 gegen England und gegen die Schweiz, 1910 gegen Belgien, 1912 gegen die Schweiz und Russland (dieses Spiel endete mit einem 16:0 für Deutschland). Glaser war in drei der fünf Länderspiele der Mannschaftskapitän der deutschen Mannschaft.
- Heiner Mechling spielte 1912 und 1913 jeweils gegen die Schweiz für Deutschland. Im ersten Spiel erzielte er im Alter von 19 Jahren ein Tor. Der Erste Weltkrieg verhinderte weitere Einsätze in der Nationalelf.
- Ernst Bantle spielte 1924 in der Nationalmannschaft gegen Ungarn.

## Weitere Sportarten
Neben der größten Abteilung Fußball entstanden auch zahlreiche andere Abteilungen innerhalb des FFC.

### Handball
Die Handballabteilung wurde 1922 gegründet. Ab der Saison 1936/37 spielte die Herrengroßfeldmannschaft in der erstklassigen Handball-Gauliga Baden. Ein weiterer Erfolg war der Gewinn des badischen Pokals. Mittlerweile wurde die Handballabteilung als HSG Freiburg ausgelagert.

### Leichtathletik
Die Abteilung Leichtathletik besteht bereits seit kurz nach der Gründung des FFC. Erfolgreiche Sportler der Abteilung waren Wolrad Eberle, der bei den Olympischen Spielen 1932 die Bronzemedaille im Zehnkampf gewann oder Karl Sutter, der 1938 in Paris Europameister im Stabhochsprung wurde.

### Tennis
1923 wurde die Tennisabteilung gegründet. Die alten Tennisplätze an der Lorettostraße wurden in Kleingärten umgewandelt, neue Plätze entstanden im Möslepark. 1929 machte sich die Abteilung selbstständig und nannte sich TC Rot-Weiß Freiburg.

### Badminton
Im Jahre 1957 entstand die Abteilung Badminton. 1960 errang die Mannschaft die südbadische Mannschaftsmeisterschaft.

### Weitere Abteilungen
Weitere Abteilungen unter dem Dach des FFC waren die Boxsport-Abteilung (1950 bis ???), Hockey (1902 bis 1945), Ringtennis (1929 bis etwa 1945) und Tischtennis.

## Trainer
Eine chronologische Übersicht über alle Trainer seit 1950.
| von  | bis  | Nat.                          | Trainer                                                                |
| ---- | ---- | ----------------------------- | ---------------------------------------------------------------------- |
| 1950 | 1951 | Deutschland                   | Hans Roggow (Spielertrainer) Andreas Munkert                           |
| 1951 | 1953 | Ungarn                        | Dani Nagy Molnar                                                       |
| 1953 | 1954 | Deutschland                   | Hans Büchner                                                           |
| 1954 | 1957 | Deutschland                   | Hans Wendlandt                                                         |
| 1957 | 1958 | Deutschland                   | Emil Melcher                                                           |
| 1958 | 1960 | Deutschland                   | Hans Büchner mit Woldemar Gerschler                                    |
| 1960 | 1961 | Deutschland                   | Günter Brust                                                           |
| 1961 | 1964 | Deutschland                   | Hans Wendlandt                                                         |
| 1964 | 1966 | Kroatien                      | Vladimir Beara                                                         |
| 1966 | 1968 | Deutschland                   | Alfred Hoffmann                                                        |
| 1968 | 1969 | Deutschland                   | Bernd Oles                                                             |
| 1969 | 1970 | Deutschland                   | Bernd Oles Fritz Langner                                               |
| 1970 | 1971 | Deutschland                   | Hans Pilz                                                              |
| 1971 | 1972 | Deutschland                   | Hans Wendlandt                                                         |
| 1972 | 1973 | Deutschland                   | Hans Wendlandt Werner Bickelhaupt                                      |
| 1973 | 1974 | Deutschland                   | Hans Hipp Rudolf Reitmayer                                             |
| 1974 | 1975 | Ungarn                        | Gyula Lóránt Wolf-Dieter Siebert                                       |
| 1975 | 1976 | Deutschland                   | Wolf-Dieter Siebert                                                    |
| 1976 | 1978 | Deutschland                   | Georg Gawliczek                                                        |
| 1978 | 1979 |                               | Norbert Wagner Karl-Heinz Bente (Spielertrainer) Milovan Beljin        |
| 1979 | 1980 | Serbien Deutschland           | Anton Rudinski Bernd Hoss                                              |
| 1980 | 1981 | Deutschland                   | Bernd Hoss                                                             |
| 1981 | 1982 | Deutschland                   | Horst Heese Hans Linsenmaier Siegfried Melzig                          |
| 1982 | 1983 | Deutschland                   | Hans Linsenmaier                                                       |
| 1983 | 1985 | Deutschland                   | Lutz Hangartner                                                        |
| 1985 | 1988 | Deutschland                   | Ulrich Bruder                                                          |
| 1988 | 1989 | Deutschland                   | Werner Nickel Roland-Peter Helde Walter Güntner                        |
| 1989 | 1990 | Deutschland                   | Walter Güntner Michael Lameck Uwe Ehret                                |
| 1990 | 1993 | Deutschland                   | Uwe Ehret                                                              |
| 1993 | 1994 | Polen Deutschland Deutschland | Stefan Majewski Karl-Heinz Schulz Uwe Ehret                            |
| 1994 | 1995 | Deutschland                   | Uwe Ehret Achim Hausen                                                 |
| 1996 | 1997 | Deutschland                   | Achim Hausen Jürgen Marek                                              |
| 1997 | 1998 | Deutschland                   | Jürgen Marek                                                           |
| 1998 | 1999 | Deutschland                   | Norbert Wagner Achim Hausen                                            |
| 1999 | 2000 | Deutschland                   | Thomas Rieger                                                          |
| 2000 | 2001 | Deutschland                   | Jochen Schütz Thomas Schweizer (Spielertrainer) Maximilian Heidenreich |
| 2001 | 2007 | Deutschland                   | Maximilian Heidenreich                                                 |
| 2007 | 2008 | Deutschland                   | Maximilian Heidenreich Richard Dura                                    |
| 2008 | 2009 | Deutschland                   | Kurt Schwald Richard Dura                                              |
| 2009 | 2019 | Deutschland                   | Ralf Eckert                                                            |
| 2019 | 2022 | Deutschland                   | Joschua Moser-Fendel                                                   |
| 2022 | 2023 | Deutschland                   | Benjamin Pfahler                                                       |
| 2023 | 2024 | Deutschland                   | Jan Ernst                                                              |
| 2024 |      | Deutschland Algerien          | Mohamed Daoudi                                                         |